# Hermann von Gemmingen
Hermann Ferdinand Friedrich August von Gemmingen (* 30. März 1820; † 30. Juli 1891) war k.k. Offizier und Grundherr in Babstadt.

## Leben

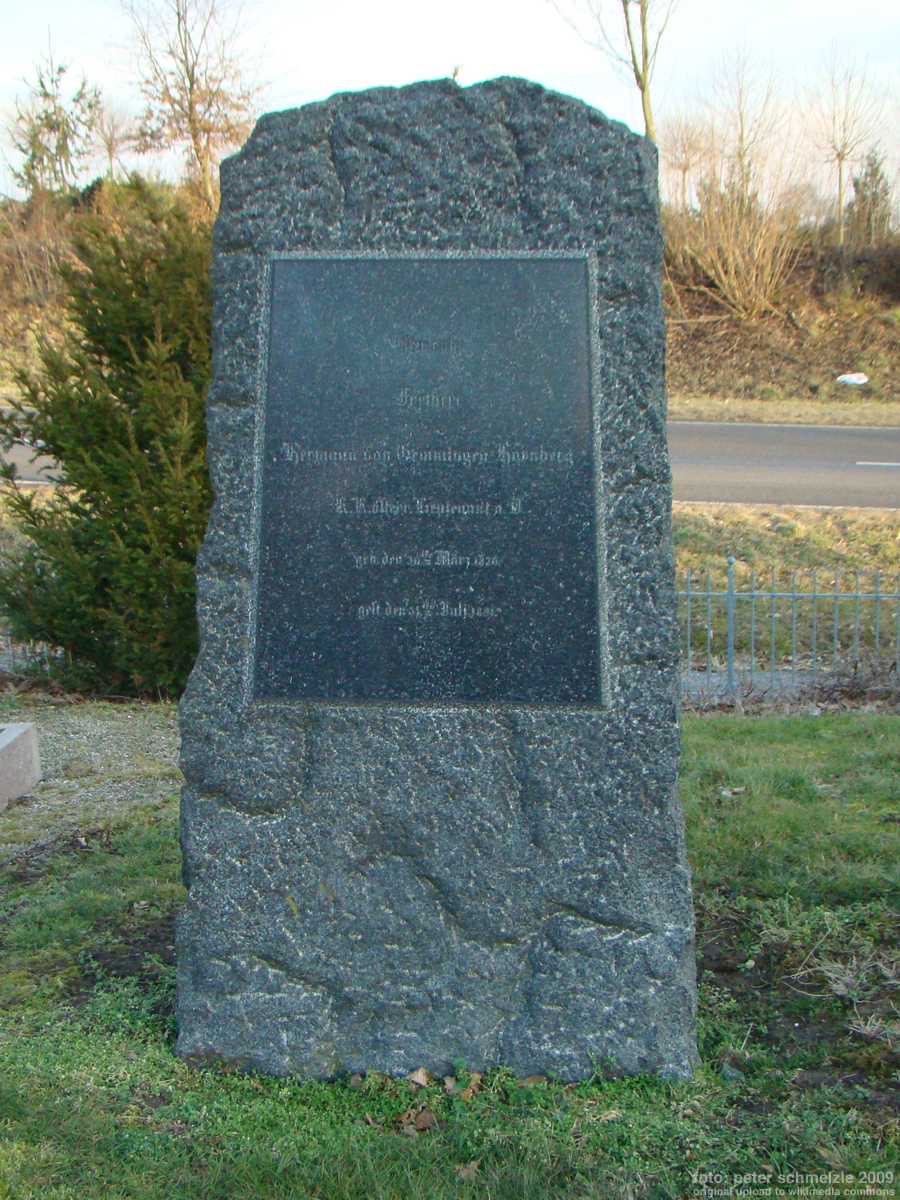
Grabmal von Hermann von Gemmingen in Babstadt

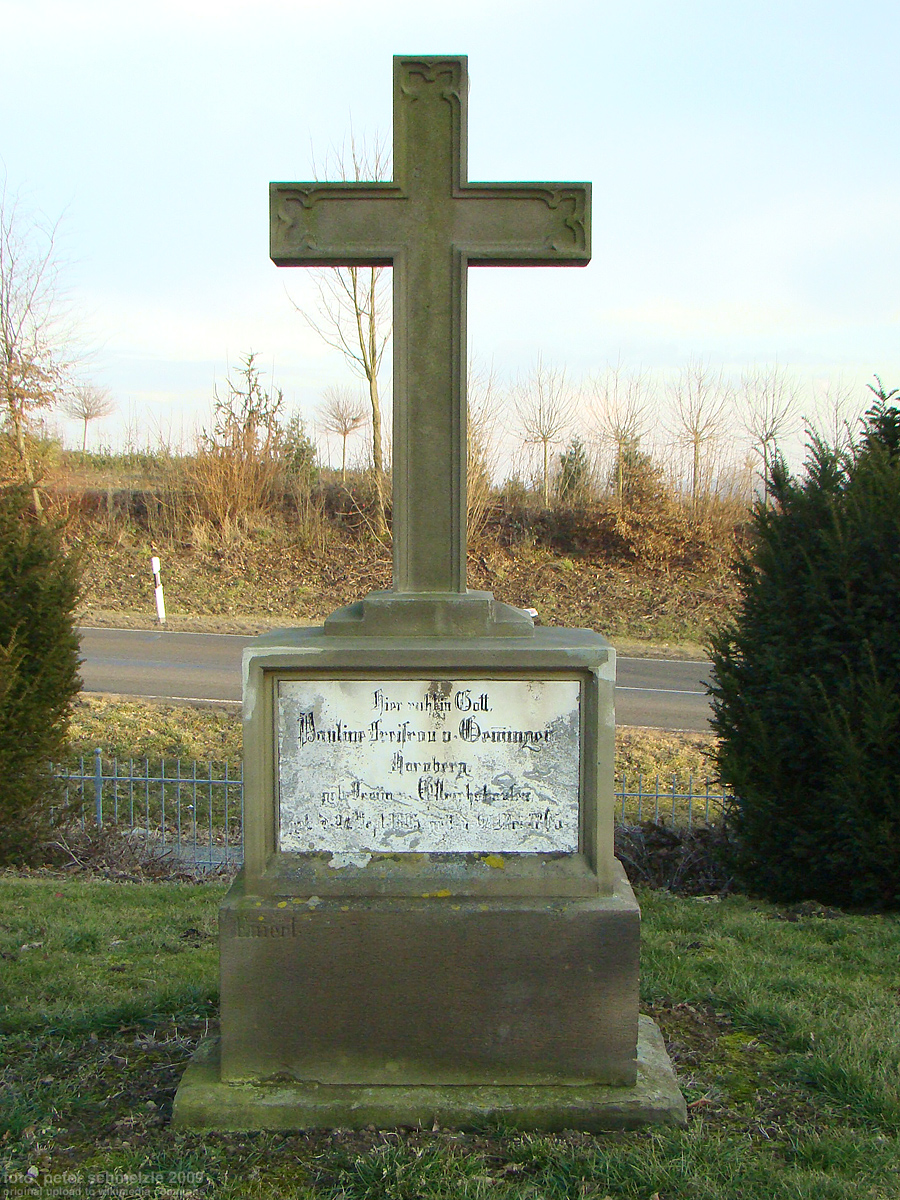
Grabmal seiner Gattin in Babstadt

Er war ein Sohn des Ernst Franz Ludwig von Gemmingen (1795–1834) und der Sophie Dorothea Luise Christiane von Degenfeld. Er wurde in Heilbronn unterrichtet, besuchte dann das Lyceum in Mannheim und trat 1838 als Kadett in das k.k. Kürassierregiment Graf Hardegg zu Podiebrad in Böhmen ein. 1842 war er Leutnant vom k.k. Husarenregiment Kaiser Nicolaus. 1845 trat er aus dem Militär aus und widmete sich der Verwaltung des vom Vater ererbten Besitzes in Babstadt. Er starb an einem Schlaganfall und wurde in Babstadt begraben, wo sein Grabmal und das seiner Gattin erhalten sind.

## Familie
Er war ab 1819 mit Pauline Maximiliane Philippine von Ellrichshausen (1825–1865) verheiratet. Tochter Mathilde wurde zur Mutter des späteren deutschen Außenministers Konstantin von Neurath, Sohn Ernst schlug eine Laufbahn als württembergischer Offizier ein, Sohn Wilhelm ging in die USA und wurde Farmer, Karl wurde Bezirkspräsident in Lothringen und Sohn Fritz heiratete die Tochter des Industriellen Gustav Siegle, über den bedeutender Besitz an historischen Bauwerken in der Oberpfalz in die Familie kam.
Nachkommen:
- Mathilde (1847–1924) ⚭ Konstantin Sebastian von Neurath (1847–1912)
- Sophie (1849–1928) ⚭ Gottlieb (Götz) Freiherr von Holtz (1842–1908)
- Ernst (1851–1928) ⚭ Annie Kaupe (1858–1904)
- Bertha (1853–1923) ⚭ Konrad Freiherr Varnbühler von und zu Hemmingen (1837–1881)
- Wilhelm (1854–1940) ⚭ Ellen L. Macauley (1864–1924)
- Marie (1855–1946) ⚭ Gustav Prinz zu Sayn-Wittgenstein-Berleburg (1837–1889)
- Karl (1857–1935) ⚭ Hedwig Scipio (1867–1935)
- Caroline (*/† 1859)
- Fritz (1860–1924) ⚭ Dora Siegle (1877–1955)